# Carlos Navarro Rodrigo
Carlos Navarro Rodrigo (Alacant, 24 de setembre de 1833 - Madrid, 24 de desembre de 1903) fou un periodista i polític valencià, ministre durant la restauració borbònica.

## Biografia
Pertanyia a una família humil i fou company d'Institut d'Emilio Castelar, però no va poder acabar els estudis per dificultats econòmiques. Tot i això, des de 1850 va col·laborar a nombrosos diaris com La Regeneración (1853), El Agente de Alicante (1852-1853), El Eco de Manzanares (1854), La Flor, El Album Literario i La Unión Liberal. El 1841 es va instal·lar a Madrid, on des de 1854 formà part de la redacció d'El Debate i des del 1856 al de La Época, gràcies al seu article La situación. També fou cronista del Diari de Barcelona
Compaginà el periodisme amb el càrrec de secretari del Gabinet d'Estat al Ministeri de la Governació. Fou membre de la Unió Liberal i amic de Leopoldo O'Donnell, a qui acompanyà a la guerra d'Àfrica com a corresponsal i responsable de la impremta al front. Fou escollit per primer cop diputat a Corts Espanyoles el 1858 pel districte de Pego, i va repetir el 1865 pel de Palma. El 1864 fou nomenat governador civil de les Illes Balears, però dimití quan tornà al poder Ramón María Narváez i el 1865 cap de la Secció de Construccions Civils del Ministeri de Governació.
Fou obligat a combatre l'aixecament del 2 de febrer de 1866 del general Prim contra el govern, però ajudà a escapar alguns dels implicats (Emilio Castelar, Cristino Martos Balbi i Manuel Becerra Bermúdez). El 1867 va signar amb altres diputats i senadors una protesta contra el govern d'Isabel II d'Espanya i per això fou bandejat a Oviedo. Per aquest motiu va col·laborar amb el general Francisco Serrano Domínguez a preparar la revolució de 1868, durant la qual fou secretari de la Junta Revolucionària de Madrid.
A les eleccions generals espanyoles de 1869 fou elegit diputat per Palma i formà part de la comissió que va lliurar Amadeu de Savoia l'acta pel qual havia estat elegit rei d'Espanya. A les eleccions generals espanyoles de 1871 fou elegit diputat del Partit Constitucional per Huete (província de Conca), mentre que a les d'abril de 1872 i 1876 ho fou pel de Purchena (província d'Almeria).
Durant el govern provisional de Serrano fou Ministre de Foment entre el 3 de setembre i el 31 de desembre de 1874. Fou escollit novament diputat per Almeria a les eleccions generals espanyoles de 1879, per Sorbas i Villacarrillo a les de 1881 i novament per Almeria a les de 1886. Durant aquestes legislatures va propiciar la creació de l'Escola d'Arts i Oficis d'Alacant (1886), l'Escola de Comerç i el barri de Benalua El 1884-1885 fou nomenat senador per la província de Tarragona.
Entre octubre de 1886 i juny de 1888 fou nomenat novament ministre de Foment sota el govern de Sagasta; durant el seu mandat va reincorporar a l'Estat els Instituts i Escoles Normals, va crear les Escoles de Comerç, les Granges-Escola i els Laboratoris Vinícoles i va fundar la Caixa de Drets Passius del Magisteri i l'Institut Central Meteorològic, antecessor de l'Agència Estatal de Meteorologia. Després fou senador per la província d'Almeria el 1889-1890, president del Tribunal de Comptes del Regne i senador per dret propi el 1891-1893 i president honorari de la Cambra de Comerç de Madrid.

## Obres
- El Cardenal Cisneros, (1868/9, Revista de España, assaig biogràfic.)
- O'Donnell y su tiempo (1869)
- La crisis de España (1870)
- La Restauración y su primer ministro (1877)
- Un período de oposición (1886)
- Notas dispersas (1893)